# Black Monk Time
Black Monk Time ist das Debütalbum der deutsch-amerikanischen Rockband The Monks, das im Frühjahr 1966 auf dem deutschen Label Polydor erschien. Die rohe, innovative Rockmusik inspirierte zahlreiche nachfolgende Bands und Musiker. Black Monk Time gilt als wegweisend für Genres wie Punk oder Krautrock und gehört zu den einflussreichsten Alben der Musikgeschichte.

## Veröffentlichungsgeschichte
Das Album wurde im März in den Kölner Polydor Studios aufgenommen und erschien im März 1966. Es wurde offiziell im Bremer Beat-Club im Juli 1966 von Uschi Nerke vorgestellt.
Das Album wurde zunächst 1979 als LP wiederveröffentlicht und 1994 als CD auf Repertoire. Es erschien ein weiteres Mal 2009 aufgrund des Dokumentarfilms Monks – The Transatlantic Feedback (Grimme-Preis 2008). Parallel zum Album und zur Film-DVD wurde auch die damalige Single-Auskoppelung Complication / Oh, How to Do Now wiederveröffentlicht.

## Titelliste
Alle Songs stammen aus der Feder von Gary Burger, Larry Clark, Roger Johnston und Eddie Shaw.
Seite A
1. Monk Time – 2:45
2. Shut up – 3:10
3. Boys Are Boys and Girls Are Choice – 1:25
4. Higgle-dy – Piggle-dy – 2:30
5. I Hate You – 3:25
6. Oh, How to Do Now – 3:15
Seite B
7. Complication – 2:33
8. We Do wie Du – 2:12
9. Drunken Maria – 1:45
10. Love Came Tumblin’ Down – 2:30
11. Blast Off! – 2:15
12. That’s My Girl – 2:25

## Entstehung der Monks
1961 kamen die fünf zukünftigen Mitglieder der Monks als US-Soldaten in die hessische Garnisonsstadt Gelnhausen. Sie begannen schon bald in der örtlichen Militärkapelle miteinander Musik zu machen. In ihrer Freizeit entstand die Coverband The Five Torquays, zunächst noch in verschiedenen Besetzungen, aber ab 1964 mit den fünf Musikern, die später die Monks bilden sollten. Nach der Entlassung aus der US-Armee spielten die Five Torquays 1964 für ein Jahr in süddeutschen Clubs. Bei einem dieser Auftritte in der Stuttgarter Rio-Bar wurden sie von Walther Niemann (ehemaliger Folkwangschüler, u. a. bei Max Burchartz) und Karl-H. Remy (ehemaliger Schüler der Hochschule für Gestaltung Ulm) angesprochen. Niemann und Remy waren seit geraumer Zeit auf der Suche nach einer Band, die sie nach ihren Vorstellungen modellieren konnten. Noch im gleichen Monat Juni 1965 begannen die fünf Musiker unter Anleitung ihrer beiden Manager an einem neuen Sound zu arbeiten. Im September wurde im Ludwigsburger Bauerstudio ein zehn Songs umfassendes Probeband aufgenommen. Mit diesen Probeaufnahmen versuchten die Manager bei den großen deutschen Plattenfirmen einen Vertrag zu bekommen. Diesen unterzeichneten sie schließlich beim Major-Label Polydor, weil dort der junge Produzent Jimmy Bowien, bekannt durch seine Zusammenarbeit mit Franz Josef Degenhardt, in ihnen die „Musik der Zukunft“ erkannte.
Niemann und Remy arbeiteten an der weiteren Entwicklung ihres Gesamtkonzepts. Die noch recht zahmen Texte der Probeaufnahmen (2007 als monks demo tapes 1965 veröffentlicht) wurden zu scharfen dadaesken Anklagen gegen den Vietnamkrieg. Ästhetisch ging man neue Wege, indem man statt der weichen, langhaarigen, blumenkinderhaften Popaufmachung die schwarzweißen Kontraste des Kalten Krieges wählte. Obendrein steckten die beiden Produzenten die fünf Musiker in Mönchskutten, und die Musiker erhielten eine Tonsur. Statt eines Schlips, der insbesondere bei Beatgruppen populär war, trug man Galgenstricke um den Hals.

## Hintergrund
Die Musik, die später auf Black Monk Time zu hören ist, ist in jeglicher Hinsicht wilder, härter, schneller als die sieben Monate zuvor aufgenommenen Probeaufnahmen. Black Monk Time, ähnlich wie das erste Album von Velvet Underground, bedeutete einen tiefen Einschnitt in die Geschichte der doch eher süßlichen und vom R&B und Blues beeinflussten Popmusik. Erstmals werden diese Einflüsse bewusst negiert und es entstand eine Art von Artrock, die dem Rolling Stone zufolge im Glauben an ihre populäre Wirkung eingespielt wurde: Sie setzte den Maßstab für den nachfolgenden Garagenrock und nach Ansicht der Kritiker auch für die Punk- und Grungemusik. Julian Cope meinte in seinem Krautrocksampler sogar, dass die Platte das Zwischenstück zwischen der Beatmusik und dem Krautrock von bundesrepublikanischen Gruppen wie Can, Faust und Kraftwerk darstellte. Filmemacher Dietmar Post dagegen meinte, dass die Monks keineswegs Garagenrock darstellten, da dieser Begriff nur auf US-amerikanische Bands zutraf. Für ihn verwies das musikalische Experiment eher auf die zukünftigen Genres Heavy Metal, Punk, Industrial und Techno.
Als im Zusammenhang mit dem Dokumentarfilm Monks – The Transatlantic Feedback das Tribut-Album Silver Monk Time vorgestellt wurde, wurde deutlich, wie sehr sich Bands wie The Fall, Jon Spencer, Faust oder auch Mouse on Mars auf die Monks beziehen. Mouse on Mars gingen sogar so weit zu behaupten, dass ihre Hommage Monks Time den Versuch darstellte, die Wichtigkeit und den Sound der Monks ins 21. Jahrhundert zu transportieren.

## Rezeption
Pitchfork führt Black Monk Time auf Platz 127 der 200 besten Alben der 1960er Jahre.
Das Album wurde in die 1001 Albums You Must Hear Before You Die aufgenommen.
Lenny Kaye wählte den Song Complication für die 1998 veröffentlichte CD-Neuauflage der Kompilation Nuggets: Original Artyfacts from the First Psychedelic Era, 1965–1968 aus.
I Hate You ist auf dem Soundtrack des 1998 erschienenen Films The Big Lebowski vertreten. Apple verwendete Boys Are Boys and Girls Are Choice 2017 in einem Werbespot.

## Das Plattencover des Monks-Managers Walther Niemann
„Als Teil des Gesamtkonzepts von Remy/Niemann gestaltete Walther Niemann die Plattenhülle zu Black Monk Time. Eine schwarze Albumhülle, verziert nur durch die Helveticaschrift, erinnert an ‚Das Schwarze Quadrat auf weißem Grund‘ (1915) von Malewitsch. Wie bei dem russischen Maler wird auch hier ein Neubeginn markiert. Die Rückseite besteht aus sechzehn gleich großen Quadraten. Diese beinhalten den Begleittext, die Titelliste und Monks-Fotos, die in Schwarz-Weiß-Konstellationen Flächen aus Schatten und Licht, Linien und Kreise hervorheben.“